# Atheta nigripes
Atheta nigripes är en skalbaggsart som först beskrevs av Thomson 1856.  Atheta nigripes ingår i släktet Atheta, och familjen kortvingar. Arten är reproducerande i Sverige.